# دييغو كاريلو
دييغو كاريلو (بالإسبانية: Diego Carrillo) هو لاعب كرة قدم إسباني في مركز الوسط، ولد في 25 سبتمبر 1982 في برشلونة في إسبانيا. لعب مع نادي أوسبيتاليت ونادي ديبورتيفو طليطلة ونادي ساباديل ونادي كاستييون ونادي لاردة.

## وصلات خارجية
- دييغو كاريلو على موقع قاعدة بيانات كرة القدم.إي يو (الإنجليزية)
- دييغو كاريلو على موقع Soccerway.com (الإنجليزية)
- دييغو كاريلو على موقع AS.com (الإسبانية)